# 菲克塞姆
菲克塞姆（法語：Fixem，法語發音：[fiksɛm]；洛林法兰克语：Fecksem）是法国摩泽尔省的一个市镇，位于该省西北部，属于蒂永维尔区。

## 地理
菲克塞姆（49°26'35"N, 6°16'30"E）面积3.53 平方千米，位于法国大東部大區摩泽尔省，该省份为法国东北部内陆省份，是洛林的一部分，西南接默尔特-摩泽尔省，东临下莱茵省，北与卢森堡和德国接壤。
与菲克塞姆接壤的市镇（或旧市镇、城区）包括：贝伦莱锡尔克、卡特农、加维斯、罗德马克。
菲克塞姆的时区为UTC+01:00、UTC+02:00（夏令时）。

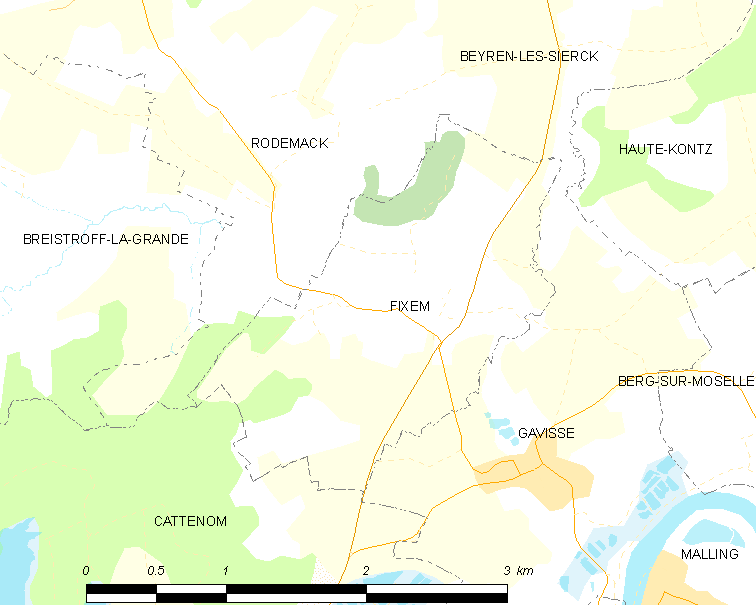
菲克塞姆的OSM定位图

## 行政
菲克塞姆的邮政编码为57570，INSEE市镇编码为57214。

## 政治
菲克塞姆所属的省级选区为于茨县。

## 人口

1962-2008年间菲克塞姆人口变化图示

菲克塞姆于2022年1月1日时的人口数量为399人。